# Hayley Yelling
Hayley Yelling (ur. 3 stycznia 1974 w Dorchester) – brytyjska lekkoatletka specjalizująca się w biegach na długich dystansach oraz biegach przełajowych.

## Osiągnięcia
- 11 medali mistrzostw Europy w przełajach:
  - Thun 2001 – srebro drużynowo
  - Medulin 2002 – brąz drużynowo
  - Edynburg 2003 – złoty medal w drużynie
  - Heringsdorf 2004 – złoto indywidualnie oraz srebro drużynowo
  - Tilburg 2005 – srebro drużynowo
  - San Giorgio su Legnano 2006 – srebro w drużynie
  - Toro 2007 – srebro drużynowo
  - Bruksela 2008 – srebro w drużynie
  - Dublin 2009 – złoto indywidualnie oraz srebro drużynowo
- wielokrotne mistrzostwo kraju[1]

## Rekordy życiowe
- bieg na 3000 m – 9:02,88  (2000)
- bieg na 5000 m – 15:16,44  (2005)
- bieg na 10 000 m – 31:45,14 (2004)
- półmaraton – 1:12:11 (2006)